# Antonio Cariglia
Antonio Cariglia (Vieste, 28 marzo 1924 – Pistoia, 20 febbraio 2010) è stato un politico italiano, segretario nazionale del Partito Socialista Democratico Italiano dal 1988 al 1992.

## Biografia
Già deputato nazionale per quattro legislature e senatore della Repubblica, fu eletto segretario del PSDI nel marzo del 1988, dopo il triennio della segreteria di Franco Nicolazzi. Fu segretario socialdemocratico fino al 1992, quando fu coinvolto nelle indagini dei magistrati di "Mani pulite": tra le accuse a suo carico c'erano quelle di concussione, ricettazione, finanziamenti illeciti. Da tutte queste accuse Cariglia fu assolto, dopo una vicenda giudiziaria durata dodici anni.
Fu anche parlamentare europeo, eletto alle elezioni del 1979 e riconfermato nel 1984 e nel 1989, sempre per il PSDI: fu membro della Commissione politica e della Delegazione per le relazioni con l'America Latina; aderì poi al gruppo socialista, e successivamente al neo-costituito gruppo del Partito del Socialismo Europeo.  
Nel 1967 fondò a Pistoia la Fondazione Filippo Turati Onlus, impegnata nel campo socio-assistenziale, con sedi a Pistoia, Gavinana, Vieste e Zagarolo. Nel 1968 la fondazione, con decreto del presidente della Repubblica Giuseppe Saragat, fu eretta in ente morale. Nel 1997 essa ottenne dall'ONU il riconoscimento di organizzazione non governativa associata, poi nel 1998 la qualifica di ONLUS.  
Nel gennaio del 1977 Antonio Cariglia rifondò il periodico L'Umanità, che aveva sospeso le pubblicazioni per mancanza di fondi dal febbraio 1950 al dicembre 1968 e di nuovo dal luglio 1976. Negli anni novanta Antonio Cariglia fondò un mensile, espressione della Fondazione Filippo Turati, col titolo di Senzetà - mensile di utilità scientifiche e culturali. 
Antonio Cariglia era noto per essere un uomo di carattere mite. Per la sua inclinazione pacata e per la mancanza di carisma che il giornalista gli rimproverava, fu bersaglio di uno dei corsivi di satira politica più famosi della storia dell'Italia repubblicana, scritto da Fortebraccio per l'Unità: «L'auto si fermò. Lo sportello si spalancò e non scese nessuno. Era Cariglia».
Ritiratosi dalla scena politica dopo il 1992, vi entrò di nuovo a partire dal 2004, con la costituzione del rinato PSDI, piccolo soggetto schierato a sinistra, del quale divenne presidente onorario. 
È scomparso nel 2010, all'età di 85 anni.